# Apprentissage par le jeu

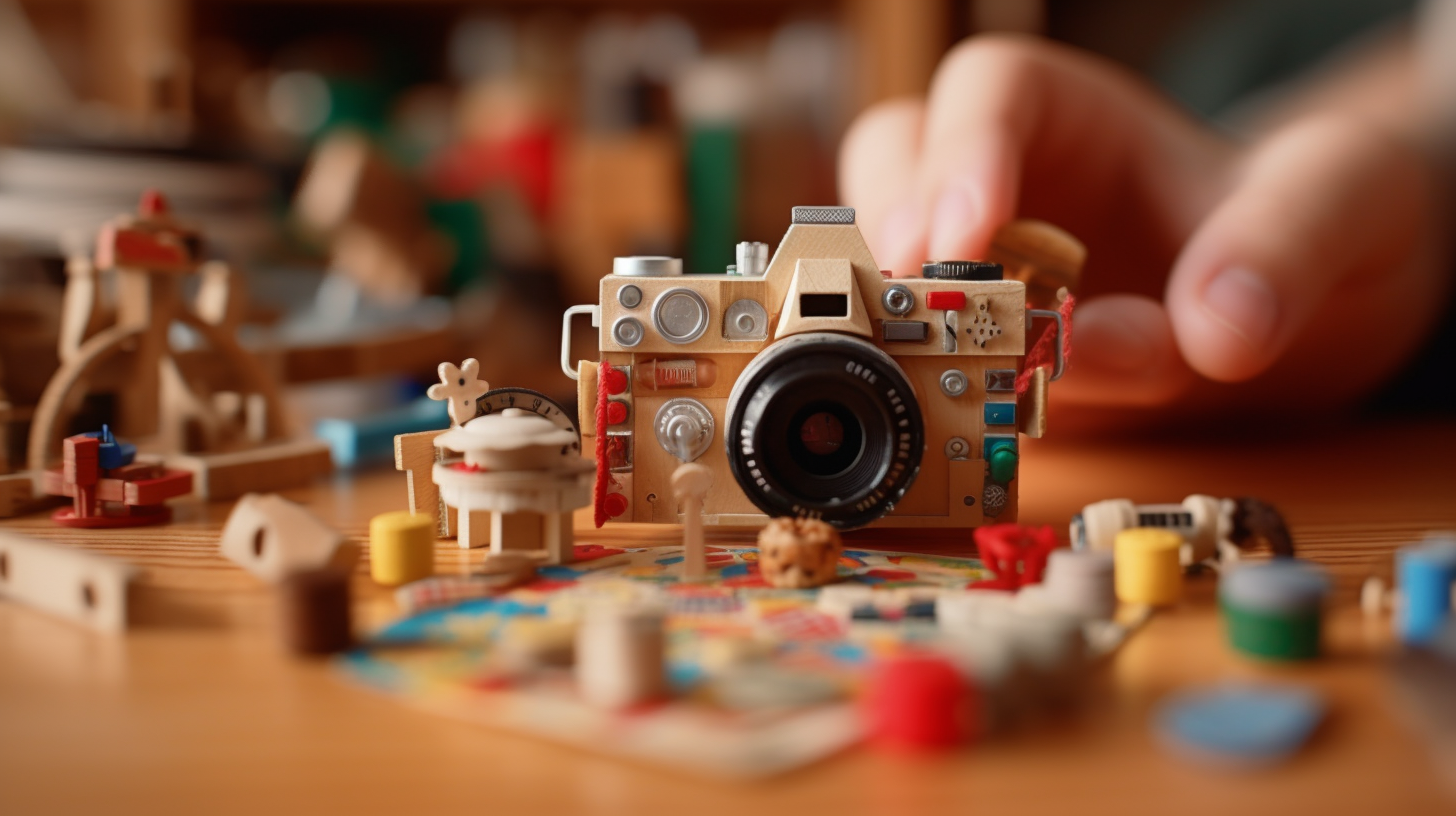
Explorer le monde de l'apprentissage à travers le jeu

L'apprentissage par le jeu est une méthode éducative utilisée en éducation et en psychologie. Elle désigne la façon dont l'enfant apprend à donner du sens au monde qui l'entoure à travers le jeu. Cela l'aide à développer des aptitudes sociales et cognitives, à renforcer sa confiance en soi, s'engager dans de nouvelles expériences et s'adapter à de nouveaux environnements.

## Activité de jeu
L'activité de jeu, qu'elle se fasse seule ou à plusieurs, à l'intérieur comme à l'extérieur, permet à l'enfant d'apprendre en explorant son environnement. Ainsi, il tente de nouvelles choses, développe diverses aptitudes et prend des risques. Le jeu favorise donc la gestion des émotions, l'apprentissage par l'erreur, le contrôle de soi et la pensée créative.

## Facteurs permettant l'apprentissage
Selon une étude menée en 2009 par le ministère de l'Éducation anglais, la méthode clé qu'utilisent les jeunes enfants pour apprendre est le jeu. Celui-ci contient en lui-même de nombreux facteurs qui permettent l'apprentissage :
- Être en relation avec d'autres personnes, enfants et adultes : permet à l'enfant d'approfondir une sécurité émotionnelle, des aptitudes sociales et ainsi de se sentir soutenu dans l'exploration d'idées et motivé pour continuer son apprentissage.
- Être actif : pour apprendre et comprendre ses expériences, le jeune enfant est en mouvement constant. Une inactivité prolongée peut être le signe de troubles chez l'enfant.
- Explorer et expérimenter de nouvelles choses : la curiosité profonde de l'enfant l'amène à utiliser tous ses sens pour explorer des activités de ses propres mains. Cela lui permet de rassembler les informations dans son esprit pour structurer sa pensée et donner du sens au monde.
- Se parler à soi-même : l'enfant structure sa pensée par un dialogue intérieur (ou extérieur) qui règle et clarifie la pensée. Il le fait en jouant des rôles et en répétant ses compétences.
- Communiquer avec ceux qui réagissent à leurs idées et à ce qu'ils font : même avant l'acquisition du langage, les enfants ont le désir de partager leurs idées par des sons, des gestes et le langage du corps. S'exprimer les aide à comprendre ce dont ils font l'expérience. Il est important pour eux de pouvoir exprimer leurs propres idées et discuter avec d'autres afin d'entendre de nouvelles perspectives, d'élargir leur réflexion et d'utiliser le langage comme outil d'apprentissage.
- Représenter et reproduire leurs idées et expériences : Les enfants renforcent leur compréhension en recréant leurs expériences ou en exprimant différemment leurs pensées, à travers des jeux de rôle ou des univers imaginaires où ils peuvent manipuler des images, des objets (comme des marionnettes ou des poupées) et des mots.
- Faire face à des défis physiques et mentaux : Essayer, échouer, rencontrer des difficultés, persévérer, résoudre des problèmes, chercher par soi-même et faire des découvertes sont autant de moyens pour l'enfant de développer une véritable compréhension. Ces défis, relevés à travers le jeu, préparent l'enfant à affronter les situations de la vie quotidienne.
- S'informer sur la manière de réaliser une tâche : les enfants acquièrent de nouvelles compétences en observant les autres et en les mettant en pratique. Les pairs et adultes qui leur montrent comment faire sont des ressources précieuses.
- Pratiquer, répéter et mettre en application leurs compétences :  l'enfant répète et met en pratique les compétences qu'il souhaite maîtriser, tant qu'il les trouve agréables.
- S'amuser : il n'y a pas de place pour l'ennui et les activités répétitives. Le rire, le plaisir et la joie, parfois fantaisistes et sans signification aux yeux de l'adulte, sont la meilleure condition pour favoriser l'apprentissage. Avec l'état d'esprit de jeu, l'enfant peut entreprendre toutes sortes d'activités qui ne sont parfois pas considérées comme du jeu.

## Éléments du jeu chez l'enfant
Selon les promoteurs du concept, le jeu permet aux enfants de donner un sens à leur monde. Les enfants possèdent une curiosité naturelle pour l'exploration et le jeu est le moyen pour la mettre en pratique. Dans le livre Einstein n'a jamais utilisé de cartes mémoires, cinq éléments du jeu chez l'enfant sont listés  :
- Le jeu doit être plaisant et agréable.
- Le jeu ne doit pas avoir d'objectifs externes, aucune prescription d'apprentissage ne doit exister.
- Le jeu est spontané et volontaire.
- Le jeu exige un engagement actif de la part du joueur.
- Le jeu nécessite de faire semblant.

## Définition du jeu
- La créativité : les jeux de rôle et les jeux qui imitent la réalité, par exemple fabriquer des accessoires pour les utiliser ou trouver des objets pour servir d'accessoires. Le jeu peut aussi être créatif lorsque la personne est amenée à construire avec des blocs, utilise de la peinture ou utilise différents matériaux pour construire un objet. La créativité n'est pas un but en soi mais le processus qu'utilise le scénario du jeu.
- L'imagination : elle est utilisée pendant le jeu quand la personne impliquée crée des images dans son esprit pour combiner ses intuitions, ses pensées et ses idées. La personne utilise alors ces images dans son jeu[4].

Sept caractéristiques communes du jeu sont listées dans Jouer et Apprendre de Beverlie Dietze et Diane Kashin :
- Le jeu est actif
- Le jeu est initié par le joueur
- Le jeu est un processus orienté
- Le jeu est intrinsèque
- Le jeu est épisodique
- Le jeu est gouverné par des règles
- Le jeu est symbolique

Tandis que Tina Bruce a présenté les douze caractéristiques de l'enfant en relation au jeu  :
1. Les enfants utilisent des expériences de vie de première main.
2. Les enfants créent des règles pendant le jeu de manière à garder le contrôle.
3. Les enfants décrivent symboliquement pendant qu'ils jouent, créant et adaptant des accessoires de jeux.
4. Les enfants choisissent de jouer, ils ne peuvent pas être conduits à jouer.
5. Les enfants entraînent leur futur dans leur jeu de rôle.
6. Les enfants jouent parfois seuls.
7. Les enfants font semblant lorsqu'ils jouent.
8. Les enfants jouent de manière coopérative avec des adultes et d'autres enfants en binômes ou en groupes.
9. Les enfants ont des objectifs de jeu personnel, qui peuvent ou peuvent ne pas être partagés.
10. Les enfants sont profondément impliqués et difficiles à distraire de leur profond apprentissage tandis qu'ils sont immergés dans leurs jeux et apprentissages.
11. Les enfants essayent de mettre en pratique les compétences et aptitudes qu'ils ont acquises le plus récemment comme s'ils célébraient ce qu'ils connaissaient.
12. Les enfants coordonnent les idées et les sentiments et donnent du sens aux relations avec leurs familles, leurs amis et leurs cultures.

### Le jeu et le travail
Certains chercheurs distinguent une différence critique entre le jeu et le travail. Le jeu est principalement une activité que choisit la personne pour elle-même plutôt qu'une prescription venant d'une autre personne. Il s'agit d'un processus et non un produit ou un résultat prévu. Le travail, d'un autre côté a un objectif défini et un résultat précis.
Selon Doris Bergen :
Pour qu'une activité soit considérée comme du jeu, l'expérience doit inclure un contrôle de l’intérieur, une habilité à manipuler et à inventer la réalité et une forte pulsion de motivation à jouer. Si les parents et les éducateurs essayent d'étiqueter des expériences comme du jeu mais auraient en réalité des conditions particulières pour l'activité, alors celle-ci deviendrait du travail et non du jeu. Par exemple, il est impossible de jouer avec des cartes mémoires qui ont pour objectif de faire mémoriser à l'enfant ce qui se trouve sur chaque carte. Ce n'est pas du jeu et l'enfant fait rapidement la différence entre un jeu pur et du travail déguisé en jeu.
Le jeu n'est pas une perte de temps, mais plutôt du temps passé à la construction de nouvelles connaissances à partir des expériences précédentes. Toutefois, sur le long terme, les qualités développementales du jeu sont difficiles à rechercher. Il existe différentes façons qu'utilisent les chercheurs pour regarder les différences entre le travail et le jeu. Les chercheurs peuvent choisir des définitions du jeu ou du travail selon différentes bases :
- Premières activités : même si la culture considère que les actions de l'enfant sont du jeu, un chercheur peut considérer de définir les actions de l'enfant comme du travail parce qu'elles ajoutent  une valeur immédiate à l'unité de la famille [9].
- La conception du parent : les parents de différentes cultures définissent les actions de l'enfant différemment[9]. Par exemple, une mère Maya qui a une fille qui installe son propre stand de fruit considère cela comme du jeu. Toutefois de nombreux Occidentaux considéreraient cela comme du travail si l'enfant est en réalité un vendeur de marchandise derrière un stand. Un enfant des États-Unis qui gère un stand de limonade est vu comme quelqu'un travaillant pour de l'argent.
- La conception de l'enfant : l'enfant a différentes idées de ce qu'est jouer et travailler en comparaison aux adultes. Un enfant qui fait semblant de cuisiner peut avoir la croyance qu'il est en train de travailler et contribuer aux besoins de la famille.

## L'apprentissage par le jeu libre et l'apprentissage par le jeu dirigé
L'apprentissage par le jeu peut se décliner en deux niveaux : l'apprentissage par le jeu libre et l'apprentissage par le jeu dirigé.
Tout d'abord, l'apprentissage par le jeu libre est un type de jeu qui s'exerce de manière autonome par l'enfant. C'est l'enfant qui va créer ses propres règles dans cette situation. En effet, c'est en créant ses propres règles que la motivation de l'enfant sera favorisée.
Puis, l'apprentissage par le jeu dirigé laisse une place plus importante au personnel éducatif, qui va décider des situations d'apprentissages notamment en mettant en place certaines règles. Cela dit, c'est l'enfant qui choisira les actions qu'il va réaliser pour atteindre certains savoirs bien particuliers.

## Apprentissages potentiels générés par les jeux et les jeux vidéo

### Liste (non exhaustive) des apprentissages et bienfaits
Selon Steinkuehler et Squire, l'apprentissage par le jeu génère de nombreux apprentissages dont voici une courte liste (que les auteurs ne définissent pas dans leur article) : outils des technologies de l'information, apprentissage d'une langue (grâce au contexte), résolution collaborative de problèmes, coopération, communication et relations humaines, articuler des idées, pensée systémique, raisonnement éthique, structuration des connaissance, compréhension en profondeur, compréhension conceptuelle (sciences).
En termes de bienfaits, Steinkuehler et Squire indiquent que les jeux permettent de favoriser la perte de poids, lutter contre le sédentarisme des jeunes, s'exprimer librement et diminuer l'anxiété.

### Visualisation et représentation de l'espace
Selon Greenfield, les jeux vidéos développent des facultés de visualisation de l'espace qui dépassent des facultés uniquement requises par le jeu lui-même. De plus, Pezdek et ses collaborateurs avaient découvert que l'aptitude à comprendre la télévision était fortement concordante avec de bons résultats au test du pliage mental d'un support en papier. Selon l'auteur, ceci peut être considéré comme une preuve peu contestable illustrant le fait que les jeux vidéo tridimensionnels utilisent et améliorent les facultés requises pour traiter l'information émanant de la télévision. Dans l'ensemble, les recherches actuelles indiquent que les jeux vidéo utilisent des facultés de visualisation de l'espace qui peuvent s'exercer dans d'autres contextes. Et, dans certains cas, non seulement les jeux sont le reflet de facultés plus générales en ce domaine, mais, en outre, ils les influencent en amplifiant des capacités développées à l'origine par les médias plus anciens que sont la télévision et le cinéma.
Jacques Perriault reprend la théorie de Greenfield concernant la représentation spatiale et identifie celle-ci comme une habileté acquise lors des jeux informatisés grâce à leur bidimensionnalité, voire leur tridimensionnalité. L’auteur mentionne également Okagaki et Frensch qui évoquent la capacité des jeux à développer la perception spatiale, la rotation mentale et la visualisation spatiale, laquelle est liée à la notion de carte mentale qui sert d’outil de guidage au sein du jeu.

### Attention visuelle
Les jeux vidéo manifestent également un effet sur l’attention visuelle de phénomènes évoluant parallèlement sur un même écran. Les recherches ont montré que "l’adresse à pratiquer les jeux informatisés qui requièrent une attention partagée est associée à l’expérience acquise sur l’observation des parties de l’écran où apparaissent des événements" plus ou moins probables. Les joueurs sont enclins à modifier leur stratégie pour gagner du temps et percevoir l’occurrence des événements peu probables.
Les pratiquants de jeux vidéo savent astucieusement utiliser des modèles de probabilités pour mettre en attente leurs perceptions. Ces mises en attente fonctionnent comme des tactiques qui leur permettent de maîtriser les événements simultanés de l'écran vidéo. Esteinkuehler et Squire indiquent également que certains jeux améliorent l'acuité visuelle.

### Préparer à l’univers informatique
Des chercheurs développent des compétences à partir de la télévision, utilisées dans les jeux vidéos et transférables dans d’autres domaines comme le traitement de texte et la programmation informatique. Ces compétences requièrent des facultés associées à la visualisation et la mémoire spatiale, grâce aux rangements d’objets et au langage LOGO. De plus, les jeux vidéo développent des aptitudes à concevoir le fonctionnement de systèmes complexes et ces aptitudes peuvent être également transférées dans des situations plus réalistes. Le monde est lui-même un ensemble de systèmes complexes et dynamiques.

### Méthode de recherche par induction
La maîtrise d'un jeu vidéo suppose la découverte progressive de règles, de combinaisons et de tactiques. Les recherches ont montré que devenir un joueur chevronné c'est, en partie, acquérir l'aptitude à ce mécanisme d'induction. Les novices sont obligés d'apprendre le jeu au moyen de procédés inductifs à l'exclusion de procédés déductifs. Le jeu vidéo est caractérisé par un aspect recherche-résolution de problèmes qui lui est propre : observations – hypothèses – émission de règles. On appelle cela la méthode cognitive utilisée dans la recherche par induction. C'est au moyen de ce processus que nous apprenons beaucoup de choses sur le monde qui nous entoure et c’est aussi ce processus qui fonde la pensée/recherche scientifique. En cela, les jeux vidéo sont donc des formateurs d’une importance éducative et sociale.
Cette recherche par induction émerge notamment dans la maîtrise des codes de représentation iconique, c’est-à-dire par “des modes de représentation symbolique internalisés par l’interaction entre le sujet et la machine”. Il existe à la fois un apprentissage progressif des codes de représentation iconique et à la fois un processus de découverte par tâtonnements successifs.
Pour approfondir la capacité inductive, différents paramètres doivent être pris en compte; notamment la perception du jeu comme un jeu et non comme une consigne à exécuter, la prise en compte des contextes réels d’utilisation et du temps nécessaire au sujet et l’identification des différents types de stratégies que la place de l’induction, la déduction et l’abduction. Celle-ci est évoquée par Perriault comme un processus qui pourrait également être utilisé lors des jeux vidéos.
Différents dispositifs peuvent être mis en place afin de tendre vers cette apprentissage par induction. C'est notamment le cas de Zagal qui a proposé à des étudiants d'écrire un GameLog, un blog dédié au Gaming. Après avoir joué, ils étaient invités à prendre du recul sur la session à laquelle ils venaient de jouer et de porter un œil analytique. Cette approche permet d'analyser le Game Play du jeu et de le décontextualiser.

### Structuration des connaissances
Les études montrent que le jeu a un impact significatif sur la structuration des connaissances en ce qui a trait à l’assimilation d’informations lors de l’apprentissage (Fukuchi, Offutt, Sacks et Mann, 2000 ; Mondozzi et Harper, 2001 ; Rosas et al., 2003 ; Shaftel, Pass et Schnabel, 2005). D’autres études – sept en tout – dont celles d’Aspinwall et Shaw (2001), Steinman et Blastos (2002), et Gee (2003) – concluent que les jeux ont un impact positif sur la manière dont les apprenants construisent des schémas, ce qui leur permet de mieux résoudre un problème, de visualiser un concept, d’établir des liens, etc. Ainsi, le jeu permet aux apprenants d’assimiler une nouvelle matière et de nouveaux concepts de façon plus intuitive, en plus de permettre à l’information préalablement enregistrée de s’organiser de manière à faciliter la compréhension. En général, le jeu permet aux apprenants de développer la logique requise pour résoudre un problème, le jeu favorise la structuration des connaissances, encourage le renforcement des connaissances spécifique à une matière donnée et favorise la construction et l’organisation des schémas et des représentations chez les apprenants.

### Développement des habiletés en résolution des problèmes
Le jeu favorise le développement d’habiletés en résolution de problèmes, et ce développement est lié à plusieurs aspects de la cognition, tels que la construction de schémas, le transfert, la créativité (développement de nouvelles solutions) et la pensée critique (réflexion). Dans le cadre de la recension des écrits par les auteurs (Louise Sauvé, Lise Renaud et Mathieu Gauvin), ils ont dénombré que trente-huit articles dans lesquels il était question, de près ou de loin, de cet impact sur l’apprentissage. Plusieurs articles recensés, dont ceux de Lauer (2003), Welsh (2003) et Gee (2003) affirment, en s’appuyant sur des recherches expérimentales, que le jeu permet le développement de stratégies et de capacités à prendre des décisions, à comprendre un problème et à poser des hypothèses de solutions.

### Motivation/engagement de l’apprenant
Selon les auteurs de l'article Jeu vidéo et éducation : ateliers de pédagogie (vidéo)ludique, pour susciter perpétuellement la motivation chez l’apprenant, il faut donner du sens aux actions. La compréhension passe par l’action tout en restant un cadre ludique. Les jeux vidéo sont un média interactif, participatif, bref un média qui existe si on s’y implique. De plus, l’échec n’existe pas dans une approche pédagogique. Le droit a l’erreur est une condition nécessaire à l’apprentissage, cela permet donc la compréhension des mécanismes du jeu. On apprend toujours de ses erreurs, il y a une certaine utilité au jeu. L’apprentissage doit donc être utile au jeu. La motivation à apprendre pour le joueur vient de cette utilité. Pour que le jeu fonctionne et motive, il faut l'intégrer dans un parcours comme une réflexion, un exercice etc.

### Le développement d’habiletés de coopération, de communication et de relation humaine
Cinquante-cinq articles nourrissent l’idée que le jeu développe la capacité d’entrer en relation avec les autres, de négocier, de discuter, de collaborer, de partager des émotions et des idées, de développer des liens et des amitiés ou encore de développer l’esprit d’équipe (et un désir de compétitivité au sein de celle-ci). De façon plus spécifique, les jeux favorisent la capacité des participants de s’ouvrir à leurs collègues ou leurs proches, comme dans le cas précis de certains problèmes de santé (MacKinnon, Gallant et Herbert, 2000 ; Lieberman, 2001 ; Hostetter et Madison, 2002).